# Mistrzostwa Świata w Lekkoatletyce 2017 – rzut dyskiem kobiet
Rzut dyskiem kobiet – jedna z konkurencji technicznych rozgrywanych podczas lekkoatletycznych mistrzostw świata na Stadionie Olimpijskim w Londynie.

## Terminarz
| Data        | Godzina |            |
| ----------- | ------- | ---------- |
| 11 sierpnia | 10:10   | Eliminacje |
| 13 sierpnia | 19:10   | Finał      |

## Rekordy
Tabela prezentuje rekord świata, rekordy poszczególnych kontynentów, mistrzostw świata, a także najlepszy rezultat na świecie w sezonie 2017 przed rozpoczęciem mistrzostw.
|                            | Zawodnik           | Wynik | Miejsce        | Data                  |
| -------------------------- | ------------------ | ----- | -------------- | --------------------- |
| Rekord świata              | Gabriele Reinsch   | 76,80 | Neubrandenburg | 9 lipca 1988(dts)     |
| Listy światowe             | Sandra Perković    | 71,41 | Bellinzona     | 18 czerwca 2017(dts)  |
| Rekord mistrzostw świata   | Martina Hellmann   | 71,62 | Rzym           | 31 sierpnia 1987(dts) |
| Rekord Afryki              | Elizna Naudé       | 64,87 | Stellenbosch   | 2 marca 2003(dts)     |
| Rekord Azji                | Xiao Yanling       | 71,68 | Pekin          | 14 marca 1992(dts)    |
| Rekord Ameryki Północnej   | Hilda Ramos        | 70,88 | Hawana         | 8 maja 1992(dts)      |
| Rekord Ameryki Południowej | Andressa de Morais | 64,21 | Barquisimeto   | 10 czerwca 2012(dts)  |
| Rekord Australii i Oceanii | Daniela Costian    | 68,72 | Auckland       | 22 stycznia 1994(dts) |
| Rekord Europy              | Gabriele Reinsch   | 76,80 | Neubrandenburg | 9 lipca 1988(dts)     |

## Minima kwalifikacyjne
Aby zakwalifikować się do mistrzostw, należało wypełnić minimum kwalifikacyjne wynoszące 61,20 (uzyskane w okresie od 1 października 2016 do 23 lipca 2017), z uwagi na małą liczbę zawodniczek z minimum, kolejne lekkoatletki zaproszono do występu w mistrzostwach na podstawie lokat na listach światowych.

## Rezultaty

### Eliminacje
Awans: 62,50 m (Q) lub 12 najlepszych rezultatów (q).
| Pozycja | Grupa | Zawodniczka              | Państwo                  | Runda | Runda | Runda | Wynik | Uwagi |
| Pozycja | Grupa | Zawodniczka              | Państwo                  | 1     | 2     | 3     | Wynik | Uwagi |
| ------- | ----- | ------------------------ | ------------------------ | ----- | ----- | ----- | ----- | ----- |
| 1       | A     | Sandra Perković          | Chorwacja                | x     | 69,67 |       | 69,67 | Q     |
| 2       | B     | Yaime Pérez              | Kuba                     | 65,58 |       |       | 65,58 | Q     |
| 3       | B     | Dani Stevens             | Australia                | 65,56 |       |       | 65,56 | Q     |
| 4       | B     | Mélina Robert-Michon     | Francja                  | 63,97 |       |       | 63,97 | Q,    |
| 5       | A     | Denia Caballero          | Kuba                     | 58,77 | x     | 63,79 | 63,79 | Q     |
| 6       | B     | Nadine Müller            | Niemcy                   | 60,31 | 62,47 | 63,35 | 63,35 | Q     |
| 7       | B     | Su Xinyue                | Chińska Republika Ludowa | 60,83 | 61,35 | 63,00 | 63,00 | Q     |
| 8       | A     | Andressa de Morais       | Brazylia                 | 60,61 | 62,80 |       | 62,80 | Q     |
| 9       | B     | Chen Yang                | Chińska Republika Ludowa | x     | 62,71 |       | 62,71 | Q     |
| 10      | A     | Feng Bin                 | Chińska Republika Ludowa | 62,48 | x     | 61,95 | 62,48 | q     |
| 11      | A     | Julia Harting            | Niemcy                   | 61,34 | 61,70 | 59,41 | 61,70 | q     |
| 12      | B     | Zinaida Sendriūtė        | Litwa                    | 61,48 | x     | 57,57 | 61,48 | q,    |
| 13      | B     | Whitney Ashley           | Stany Zjednoczone        | x     | 60,94 | 59,22 | 60,94 |       |
| 14      | A     | Anna Rüh                 | Niemcy                   | 60,78 | 60,66 | x     | 60,78 |       |
| 15      | B     | Shadae Lawrence          | Jamajka                  | x     | 59,25 | x     | 59,25 |       |
| 16      | B     | Fernanda Martins         | Brazylia                 | 58,51 | x     | x     | 58,51 |       |
| 17      | A     | Gia Lewis-Smallwood      | Stany Zjednoczone        | x     | 58,15 | 58,13 | 58,15 |       |
| 18      | A     | Jade Lally               | Wielka Brytania          | x     | x     | 57,71 | 57,71 |       |
| 19      | B     | Dragana Tomašević        | Serbia                   | 56,14 | 57,78 | 57,28 | 57,78 |       |
| 20      | A     | Sabina Asenjo            | Hiszpania                | 57,00 | x     | x     | 57,00 |       |
| 21      | B     | Irina Rodrigues          | Portugalia               | 54,94 | 55,87 | 56,98 | 56,98 |       |
| 22      | A     | Hrisoula Anagnostopoulou | Grecja                   | 56,91 | 56,08 | 55,26 | 56,91 |       |
| 23      | A     | Kellion Knibb            | Jamajka                  | x     | x     | 56,73 | 56,73 |       |
| 24      | A     | Anita Márton             | Węgry                    | 55,96 | 54,91 | x     | 55,96 |       |
| 25      | A     | Natalija Semenowa        | Ukraina                  | x     | x     | 55,83 | 55,83 |       |
| 26      | B     | Subenrat Insaeng         | Tajlandia                | 53,74 | x     | 55,16 | 55,16 |       |
| 27      | A     | Taryn Gollshewsky        | Australia                | 54,29 | x     | 53,69 | 54,29 |       |
| 28      | B     | Valarie Allman           | Stany Zjednoczone        | 53,85 | x     | x     | 53,85 |       |
| 29      | B     | Karen Gallardo           | Chile                    | 52,36 | x     | 52,81 | 52,81 |       |
| -       | A     | Tara-Sue Barnett         | Jamajka                  | x     | x     | x     | NM    |       |

### Finał
| Pozycja | Zawodniczka          | Państwo                  | Runda | Runda | Runda | Runda | Runda | Runda | Wynik | Uwagi |
| Pozycja | Zawodniczka          | Państwo                  | 1     | 2     | 3     | 4     | 5     | 6     | Wynik | Uwagi |
| ------- | -------------------- | ------------------------ | ----- | ----- | ----- | ----- | ----- | ----- | ----- | ----- |
| 01 !    | Sandra Perković      | Chorwacja                | 69,30 | 70,31 | 70,28 | 69,81 | x     | x     | 70,31 |       |
| 02 !    | Dani Stevens         | Australia                | 64,23 | 65,46 | x     | 66,82 | 66,59 | 69,64 | 69,64 | OC    |
| 03 !    | Mélina Robert-Michon | Francja                  | 65,49 | 62,54 | x     | 61,88 | 65,39 | 66,21 | 66,21 | SB    |
| 4       | Yaime Pérez          | Kuba                     | 62,54 | x     | x     | 64,82 | 63,43 | 64,60 | 64,82 |       |
| 5       | Denia Caballero      | Kuba                     | 63,22 | 62,88 | x     | 62,18 | 64,37 | x     | 64,37 |       |
| 6       | Nadine Müller        | Niemcy                   | 64,13 | x     | 62,49 | x     | 63,71 | x     | 64,13 |       |
| 7       | Su Xinyue            | Chińska Republika Ludowa | x     | 60,59 | 63,37 | x     | 61,12 | 62,05 | 63,37 |       |
| 8       | Feng Bin             | Chińska Republika Ludowa | 61,56 | 60,81 | x     | x     | 51,95 | x     | 61,56 |       |
| 9       | Julia Harting        | Niemcy                   | 61,34 | x     | x     |       |       |       | 61,34 |       |
| 10      | Chen Yang            | Chińska Republika Ludowa | 58,19 | x     | 61,28 |       |       |       | 61,28 |       |
| 11      | Andressa de Morais   | Brazylia                 | 60,00 | x     | x     |       |       |       | 60,00 |       |
| 12      | Zinaida Sendriūtė    | Litwa                    | x     | x     | x     |       |       |       | NM    |       |